# Кедровский, Иван Саввич
Иван Саввич Кедровский (англ. John S. Kedrovsky; 6 [18] октября 1879, Висунск, Херсонская губерния — 16 марта 1934, Манхэттен, Нью-Йорк) — обновленческий «правящий митрополит всеми православными церквами» в Америке.

## Биография
Окончил Одесское духовное училище. По окончании духовного училища в 1895 году был назначен псаломщиком к Богоявленской церкви местечка Богоявленска Александрийского уезда Херсонской губернии. В июле 1901 года исправляющий должность псаломщика Вознесенской церкви г. Григориополя Тираспольского уезда Херсонской губернии Иван Кедровский был изобличён в нетрезвой жизни, буйстве и драках, в оскорблениях приходского священника и диакона и заключен в монастырь на два месяца, а в послужной список клирика была внесена отметка о судимости за нетрезвость и неблагоповедение.
Резолюцией епископа Алеутского Тихона (Беллавина) от 14 (27) июля 1902 года за № 424 назначен с 1 (14) сентября того же года псаломщиком в Кадьяк.
14 (27) сентября 1905 года псаломщик Чикагской Свято-Троицкой церкви был рукоположен архиепископом Алеутским Тихоном (Беллавиным) во диакона к Троицкой церкви Чикаго.
Был женат (супруга Кедровского — Параскева Георгиевна), у него было два сына. В Чикаго в 1906 году рукоположен в священника; в начале 1907 года был переведён из Чикаго в Катасакву. Много лет служил приходским священником в разных местах США. Был настоятелем прихода в братстве святых Апостолов Петра и Павла в Детройте, основанном в 1907 году.
После того, как в России развернулись события 1917 года, начал активно выступать с критикой своих епископов. В том же году он и протоиерей Владимир Александров были главными организаторами «Федерации духовенства и мирян», провозгласившей себя «независимой от имперских директив и законов».
27 января 1918 года Иван Кедровский подвергся запрещению в священнослужении со стороны епископа Александра (Немоловского) и уволен из состава Православной российской миссии в США.
Вопрос о приезде в СССР бывшего протоиерея Иоанна Кедровского специально рассматривался на заседании АРК. Кедровский был принят в СССР как участник обновленческого собора 1923 года. 8-9 октября того же года была совершена хиротония женатого священника Иоанна Кедровского во епископа Аляскинского. Хиротонию совершали Виталий (Введенский) и Александр (Введенский) тайно при закрытых дверях в Сокольнической церкви Москвы. На заседании обновленческого Синода 16 октября того же года возведён в сан архиепископа и митрополита и был послан в Америку иностранным отделом обновленческого церковного управления.
По прибытии в Америку он, являясь представителем живоцерковников, прежде всего объявил себя главой всей Северо-Американской епархии. Кроме этого Кедровский повел решительную борьбу против митрополита Платона (Рождественского), который неоднократно высказывался против большевиков.

По приезде в Америку новый глава Миссии обратил внимание на то, что в Кафедральном Соборе не только поминался (и поминается) наряду с Тихоном «князёк» Кирилл, объявивший себя сейчас «Императором и Царём», но что там устраиваются митинги (собрания) монархистов-контрреволюционеров, на которых всегда председательствовал «поверенный императора» Бразоль, у правой руки которого восседал бывший Одесский митрополит Платон (Порфирий Фёдорович Рождественский) и протестант-епископальный Нью Йоркский епископ Манинг. При этом было донесено новому митрополиту (Кедровскому), что даже американский гражданин епископ Манинг подавал свой голос за восстановление царизма и за «царя» Кирилла. Издаваемая этой кликой газета «Правое Дело» всячески позорит СССР и её честных самоотверженных работников; распускает о СССР всякие лживые вырабатываемые в Берлинской монархической штаб квартире корреспонденции, передавая их в Американскую прессу (Нью Йорк Таймс).

Дабы расстроить это гнездо «белых ворон» и вычистить как из Кафедрального Собора, так и из других церквей монархическую контрреволюционную грязь Митрополит Иван Кедровский призвал бывшего Одесского митрополита Платона в гражданский Суд. Первый раз дело разбиралось 10 Января сего, 1924 года— "Представителям Великой и Первой ССС Республики" № 270 Лондон, Англия
ОГПУ, угрожая репрессиями, потребовало от Патриарха Тихона смещения митрополита Платона и вызова его в СССР для церковного суда. 16 января 1924 года патриарх выпустил подобное распоряжение, однако вопрос о преемнике митрополита оставил открытым. В этих условиях митрополит Платон остался управлять епархией и не подчинился указу из Москвы.
Всеамериканский собор, состоявшийся 19 апреля 1924 года в Детройте, не подтвердил права за Иоанном (Кедровским), а оставил звание правящего епископа русскими Православными Церквами в Америке за митрополитом Платоном впредь до созыва Всероссийского Собора.
В своих письмах в обновленческий Синод Кедровский прямо просил о содействии ему со стороны советских государственных органов и, в частности, Е. А. Тучкова. В письме протодиакону Сергию Доброву конце 1924 года он писал: «Дорогой мой, убедите Св. Синод настойчиво упросить кого следует о документах от Тихона и о СУБСИДИИ. Кроме того, нам необходимо сюда людей. Правительство могло бы на свой счёт командировать сюда Вас и ещё двух-трёх энергичных деятелей, дав им содержание. Бой требует воинов и средств. Я до сего времени ни полусловом не заикнулся об этом. Думалось, что пройдёт так. Но сейчас вижу, что защита имущества была успешнее до моего посещения Москвы». Подобные просьбы содержатся и в рапорте Кедровского Св. Синоду. Он просит при помощи власти получить от Патриарха Тихона документы о низложении митрополита Американского Платона (Рождественского) и о подтверждении его собственных прав, данных обновленческим Синодом.
Для расширения своей работы 15 июля 1924 года Кедровский совершил наречение во архиепископа Западных Штатов Аляски и Северо-Западных территорий Канады своего единомышленника протоиерея Владимира Александрова, находившегося в составе Российской миссии в США ещё с 1895 года. 2 мая 1925 года протоиерей Александров был вызван в Москву для хиротонии во епископа Аляскинского, но последний приехать отказался и хиротония не состоялась.
Присылаемые в Москву письма Кедровского обновленцы действительно передавали в различные советские инстанции с просьбой о содействии в решении важной государственной задачи — получении имущества Американской миссии в свои руки. Так, например, в своем письме во ВЦИК от 18 февраля 1925 года архидиакон Добров указывал на то, что «получение требуемых Иоанном Кедровским документов об устранении м[итрополита] Платона от управления миссией и запрещении его в священнослужении б. п. Тихоном должно иметь весьма важное значение не только для Православной Церкви, но и для Правительства СССР».
В своей борьбе за овладение церковной собственностью в США о. Кедровский сумел достигнуть определённых успехов. Согласно списку, переданному Тучкову обновленческим Синодом 5 апреля 1925 года, в Североамериканской епархии пребывало 5 архиереев-«обновленцев»: архиепископ Иоанн Кедровский, епископ Сан-Францисский Николай Соловей, епископ Питсбургский Стефан (Дзюбай), (перешедший скоро в католичество), епископ Филадельфийский Адам Филипповский и епископ Бруклинский Евфимий (Офейш), (вернувшийся в состав Московской Патриархии, но как вступивший в 1933 году в брак лишённый архиерейского сана).
В октябре 1925 года инициировал судебный процесс против митрополита Платона (Рождественского), управляющего патриаршими приходами. На суде митрополит Платон не смог документально подтвердить своё назначение, поскольку указ был подписан не самим Патриархом Тихоном, а его делопроизводителем. 28 ноября Апелляционным судом штата Нью-Йорк митрополит Иоанн (Кедровский) был признан законным представителем Русской православной церкви в Северной Америке. По решению суда он получил возможность управления имуществом 115 православных приходов. Но в связи с тем, что все эти приходы отказались признать его власть, в подчинении обновленцев в Америке долгие годы оставался лишь Никольский кафедральный собор в Нью-Йорке. После продолжительных судебных процессов потерял права на имущество всех приходов, кроме соборного.
Скончался 16 марта 1934 году в Нью-Йорке. Похоронен в Нью-Йорке на кладбище Вудлон в Бронксе. Новым управляющим обновленческой Северо-Американской епархией был избран его сын Николай, который, также как и его отец, стал женатым архиереем.